# ارغوانی
ارغوانی (به انگلیسی: Purple) به رنگی میان دو رنگ بنفش و زرشکی گفته می‌شود.
این رنگ ثانویه با مخلوط کردن رنگ‌های اصلی سرخ و آبی در نسبت‌های برابر به وجود می‌آید. در واقع ارغوانی، رنگ قرمز تیره است.

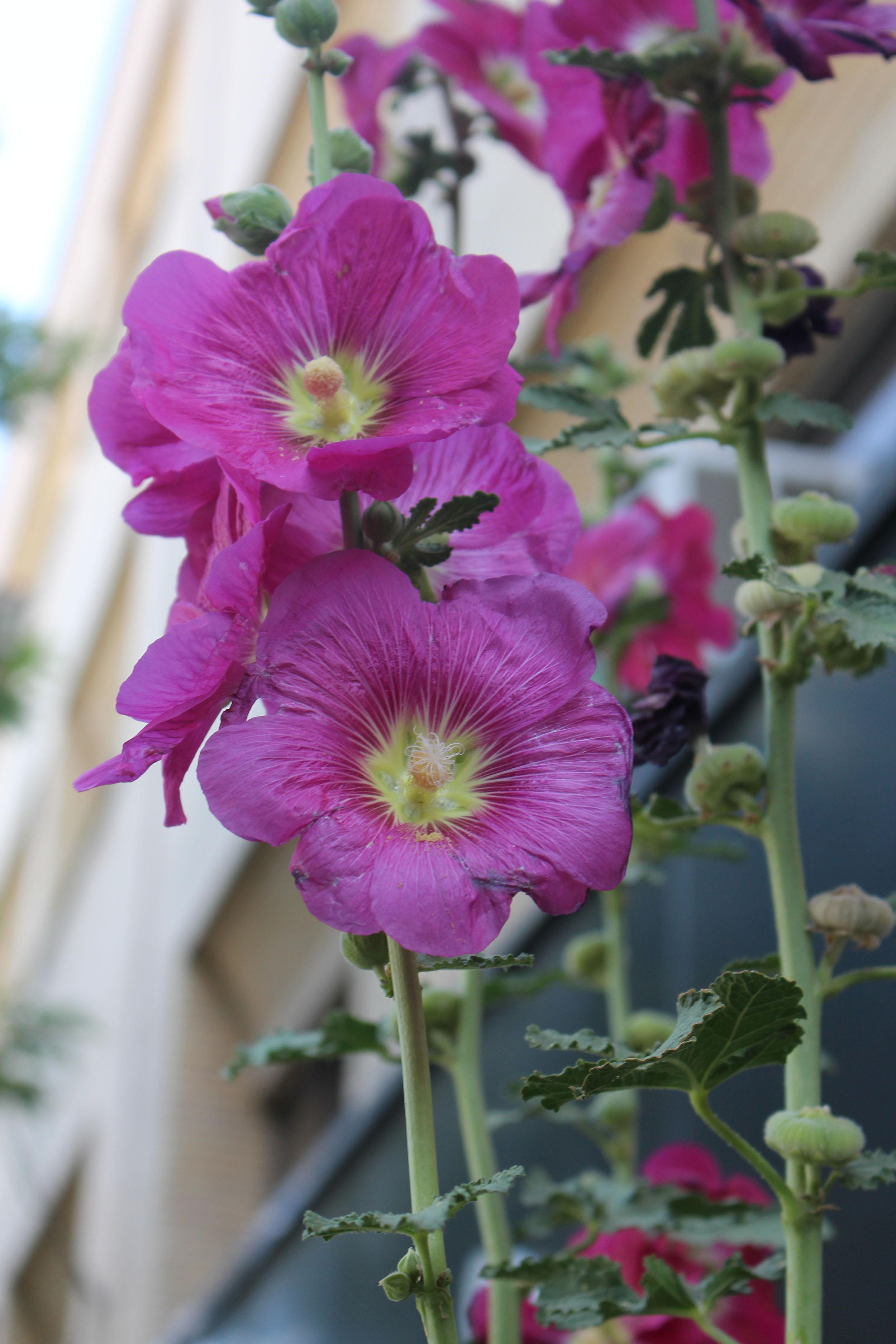
گل به رنگ ارغوانی

ارغوانی رابطه نزدیکی با بنفش دارد. در اپتیک، بنفش و ارغوانی رنگ‌هایی شبیه به هم هستند. ارغوانی مخلوطی از نور قرمز و نور آبی یا بنفش هستند، در حالی که بنفش رنگ‌های طیفی هستند (از طول موجهای منفرد نور). در کاربردهای رایج، هر دو به رنگ‌هایی که بین رنگ قرمز و آبی به رنگ روشن وجود دارد می‌گویند، اما ارغوانی نزدیکتر به قرمز و بنفش نزدیک به آبی است. به‌طور مشابه، در چرخ رنگ‌های نقاشان سنتی، بنفش و ارغوانی هر دو بین قرمز و آبی قرار دارند، و ارغوانی نزدیک به قرمز است.
در ابتدا ارغوانی با خانواده سلطنتی در ارتباط بوده‌است، زیرا رنگ ارغوانی صوری (منسوب به شهر صور، لبنان) در دوران باستان بسیار گران بود. بنفش رنگی بود که توسط دادرسان رومی پوشیده می‌شد. این رنگ به رنگ امپراتوری تبدیل شد که توسط حاکمان امپراتوری بیزانس و امپراتوری مقدس روم و بعدها توسط اسقف‌های کاتولیک روم پوشیده شد. به‌طور مشابه در ژاپن، این رنگ به‌طور سنتی با امپراطوری و اشرافیت همراه است.
ارغوانی رنگ عارف‌ها و روانگران رنگ اسرارآمیز و با شکوهی است. دوستداران این رنگ پیوسته مجذوب زیبایی‌ها و ظرافت‌ها می‌شوند. مغرور و اجتماعی‌اند. معاشرت با آن‌ها لذت‌بخش است و بیشتر مورد پسند عرفاً نیز است.

## رنگ ارغوانی سلطنتی
دربارهٔ کشف رنگ ارغوانی، افسانه‌ای است که می‌گوید سگ مادکارت خدای فینیقی با به دندان گرفتن یک صدف دریایی دهانش به رنگ ارغوان درآمد. در آن زمان برای رنگ کردن یک شنل سلطنتی کشتن هزار جانور نرم‌تن ضرور بود. اینک دیگر رنگ ارغوانی را برای شنل امپراتوران از صدف نمی‌گیرند ولی در ادکسانای مکزیک هنوز هم این نرم‌تنان را از صخره‌ها جدا می‌کنند و نخ‌های خود را همان کنار دریا با تراوش‌های این صدف رنگ می‌زنند. زمانی پارچه‌هایی را که با این شیوه رنگ می‌شد، به عنوان خراج برای حکمران ازنگ می‌فرستادند. نمونه دیگر تهیه رنگ قرمز جگری از حشره گیاه کاکتوس به نام قرمز دانه در جزایر قناری است. این حشره به عنوان منبع تغذیه به گیاه می‌چسبد و روی ان گرده افشانی سفید می‌کند. این حشرات را قبل از تخم‌گذاری از گیاه جدا می‌کنند و پس از خشک کردن می‌سایند و عصارهٔ رنگ قرمز از آن بیرون می‌کشند. تجارت حشره قرمز دانه تا اواسط قرن ۱۸ در دست اسپانیایی‌ها بود، که درآمد بسیار داشت. پس از آن فرانسوی‌ها و انگلیسی‌ها به رموز این گونه تهیهٔ رنگ قرمز پی بردند و به بازار تولید آن وارد شدند.

## اعتقاد کشورها
ارغوانی نشانه تشریفات و شکوه است. در بعضی از کشورهای غربی این رنگ نشانه دلتنگی برای میهن است. رنگ ارغوانی بیشتر مورد توجه کودکان به‌خصوص دختر بچه‌ها است. در بعضی از کشورها دلالت بر سوگواری و مرگ دارد ولی در بسیاری از فرهنگ‌ها نشانه نجابت و شرافت است. این رنگ چون کمتر در طبیعت دیده می‌شود استفاده از آن در طراحی بسته‌بندی غذاهای دریایی باید با احتیاط انجام شود.
لئوناردو دا وینچی معتقد بود این رنگ می‌تواند قدرت تفکر انسان را تا ده برابر افزایش دهد. در کشورهای مسیحی رنگ ارغوانی به معنای ثروت و توان‌گری است. در چین رنگ ارغوانی نماد الوهیت، جاودانگی و امروزه همچنین نماد عشق و دلدادگی می‌باشد.

## تاریخچه
بنفش اولین بار در دوران پیش از تاریخ در دوره نوسنگی ظاهر شد. هنرمندان غار Pech Merle و سایر اماکن نوسنگی در فرانسه از چوبهای منگنز و پودر هماتیت برای ترسیم و نقاشی حیوانات و حاشیه‌های دست خودشان بر روی دیوارهای غارهای خود استفاده کردند. این آثار بین ۱۶۰۰۰ تا ۲۵۰۰۰ سال قبل از میلاد مسیح قدمت داشته‌است.
در اوایل قرن پانزدهم قبل از میلاد، شهروندان صور و صیدا (دو شهر در سواحل فنیقیه‌ی باستان یا لبنان امروزی) رنگ موی بنفش را از حلزون دریایی به نام spiny dure-murex تولید می‌کردند. لباس‌هایی که با رنگ صوری رنگ شده‌اند، هم در ایلیاد هومر و هم انه‌اید ویرژیل ذکر شده‌اند. رنگ بنفش عمیق و غنی که از این حلزون ساخته شده‌است به ارغوانی صوری معروف شد.
روند تهیه رنگ طولانی، دشوار و گران بود. هزاران حلزون ریز پیدا شده، پوسته‌های آنها شکسته و حلزون برداشته می‌شد. کوه‌هایی از پوسته‌های خالی در اماکن باستانی صیدون و صور یافت شده‌است. حلزون‌ها برای خیساندن باقی مانده بودند، سپس یک غده ریز برداشته شده و آب آن را استخراج کرده و داخل یک حوضچه قرار می‌دادند که در زیر نور آفتاب قرار می‌گرفت. در آنجا تحول چشمگیری صورت می‌گرفت. در نور آفتاب، آب آن سفید، سپس زرد-سبز، سپس سبز، سپس بنفش، سپس قرمز روشن و تیره‌تر می‌شد. برای بدست آوردن رنگ مورد نظر، این روند دقیقاً باید در زمان مناسب متوقف شود، که می‌تواند از یک رنگ روشن تا یک بنفش تیره، یعنی رنگ خون خشک متغیر باشد. سپس پشم، کتان یا ابریشم رنگ می‌شود. رنگ دقیق بین زرشکی و بنفش متفاوت بود، اما همیشه غنی، روشن و ماندگار بود.
ارغوانی صوری به رنگ پادشاهان، اشراف، کاهنان و منشیان در سراسر مدیترانه تبدیل شد. در عهد عتیق ذکر شده‌است؛ در کتاب خروج، خدا به موسی دستور می‌دهد که بنی اسرائیل برای او قیمتی از جمله پارچه "آبی، بنفش و مروارید" به او بیاورد، که در پرده‌های خیمه و خیمه‌های کاهنان استفاده شود. اصطلاح بکار رفته برای بنفش در نسخه ولگاته لاتین قرن ۴ از متن کتاب مقدس، پورپورا یا ارغوانی صوری است. در ایلیاد هومر، کمربند آژاکس به رنگ بنفش است و دم اسب‌های رزمندگان تروا به رنگ بنفش درآمده است. در ادیسه، پتوهای روی تخت عروسی ادیسه به رنگ بنفش است. وی در اشعار ساپهو (قرن ششم قبل از میلاد) مهارت شکارچیان پادشاهی یونانی لیدیا را که کفش‌های بنفش درست کرده‌اند تجلیل می‌کند و در نمایشنامه ایشیلوس (۵۲۵–۴۵۶ قبل از میلاد مسیح)، ملکه کلیتمنسترا با تزئین همسر خود آگاممونون را پذیرایی می‌کند. کاخ با فرش‌های بنفش در سال ۹۵۰ قبل از میلاد، از پادشاه سلیمان گزارش شده‌است که صنعتگران را از سرزمین تایر برای تهیه پارچه‌های بنفش برای تزئین معبد اورشلیم آورده‌است.
اسکندر بزرگ (هنگامی که به مخاطبان امپراتوری به عنوان زیربنای امپراطوری مقدونیه می‌پرداخت)، زیربنای امپراتوری سلوکی و پادشاهان بطلمیوس مصر همگی لباس بنفش پوشیدند.
رسم رومی پوشیدن لباس‌های بنفش ممکن است از اتروسک‌ها ناشی شده باشد. نقاشی مقبره اتروسکی از قرن ۴ قبل از میلاد مسیحی نجیب‌زاده را نشان می‌دهد که یک توبا عمیق بنفش و گلدوزی شده دوخته‌است.

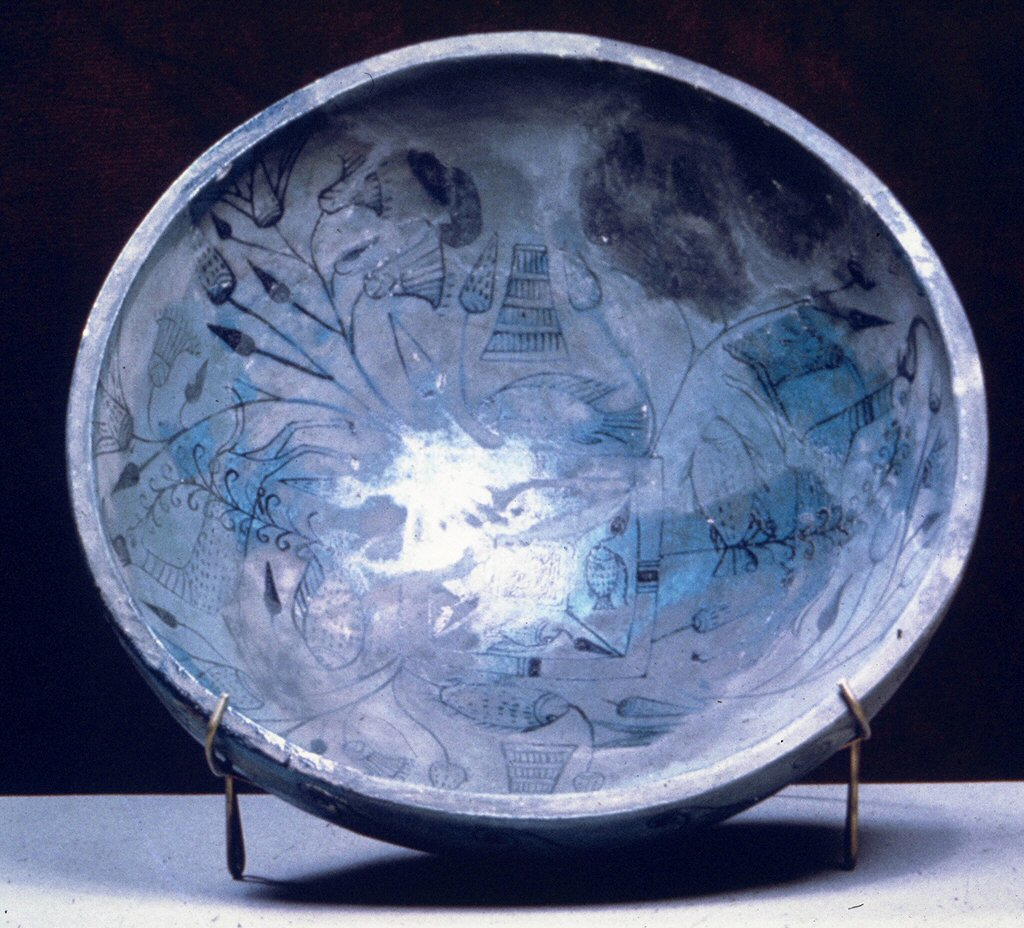
یک کاسه مصری به رنگ آبی مصری و نقوش آن به رنگ ارغوانی منگنز تیره رنگ شده‌است. (بین سالهای ۱۵۵۰ تا ۱۴۵۰ قبل از میلاد)
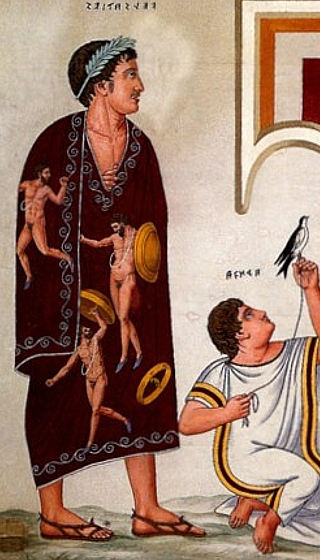
نقاشی مردی که دارای یک توگای تماماً ارغوانی است (از مقبره‌ای اتروسکی؛حدود ۳۵۰ سال قبل از میلاد).
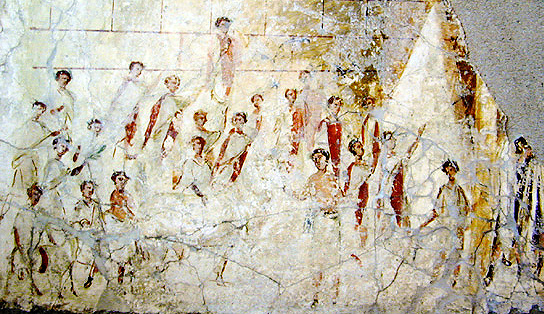
مردان رومی هنگام راهپیمایی مذهبی (قرن اول قبل از میلاد) با نوارهای ارغوانی مایل به قرمز، از تگ‌های پرتقالی با نوارهای ارغوانی مایل به قرمز پوشیدند.
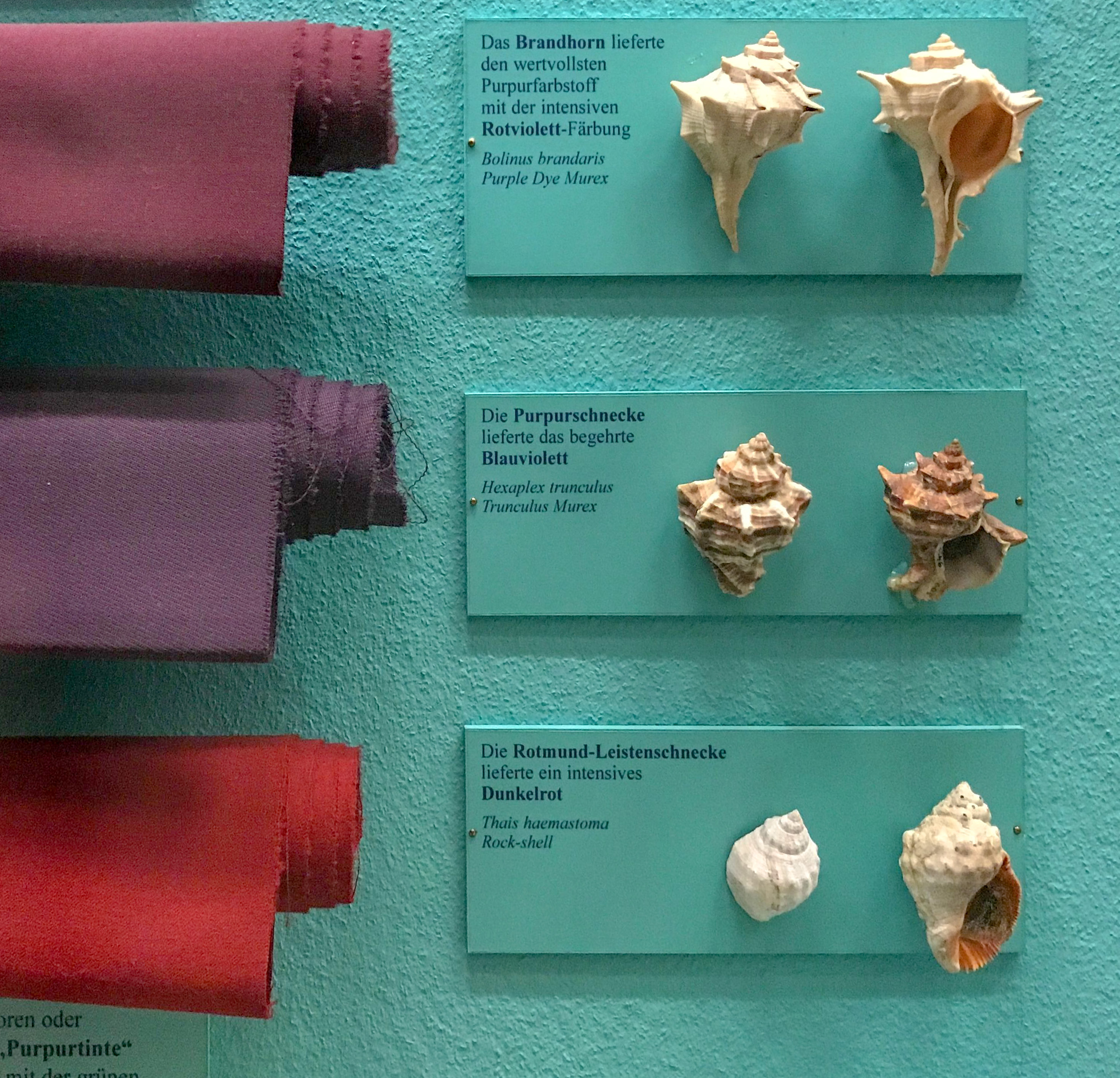
رنگ‌های ارغوانی مختلف که از سه نوع حلزون دریایی به دست می‌آید
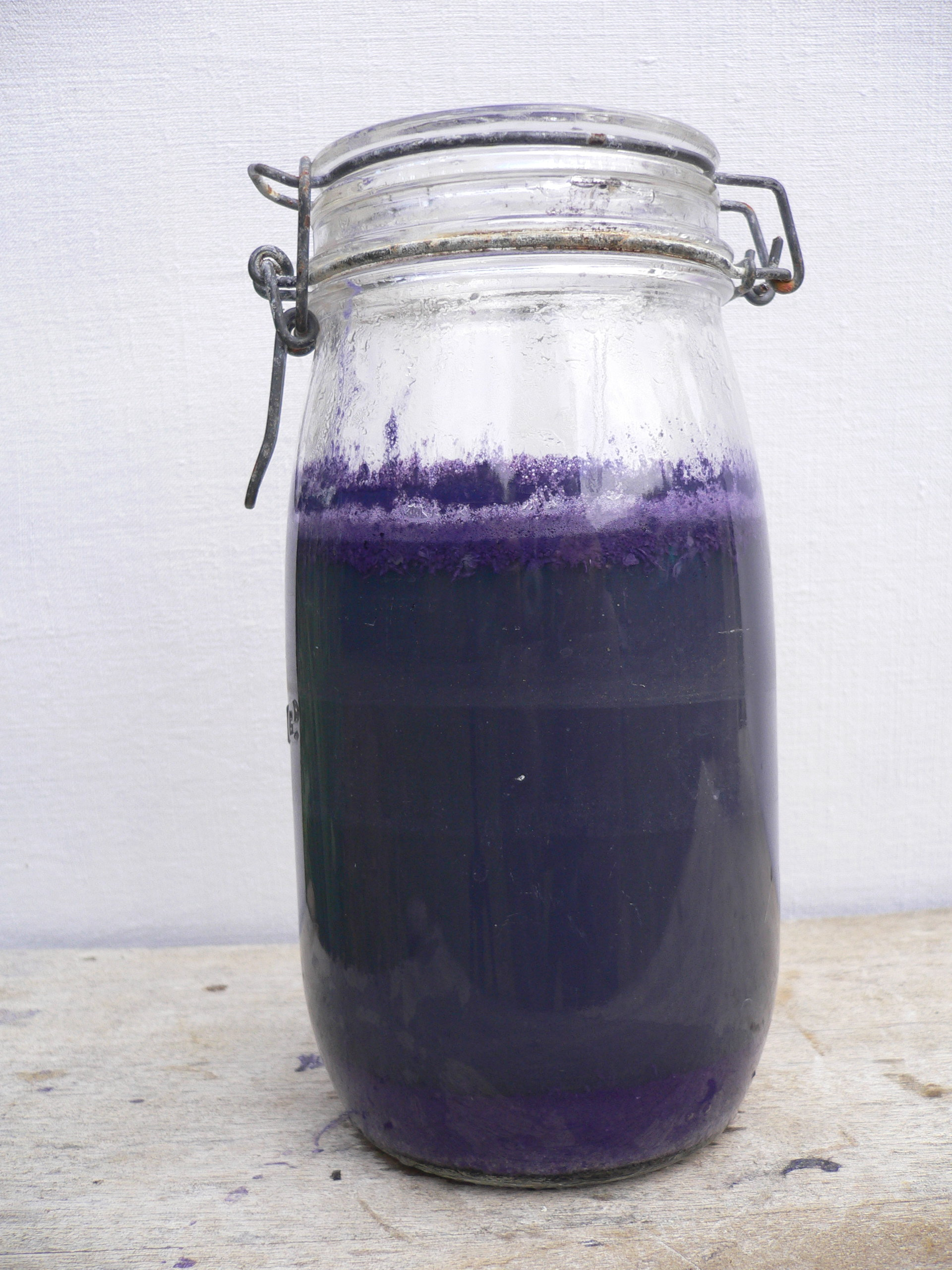
ارغوانی صوری
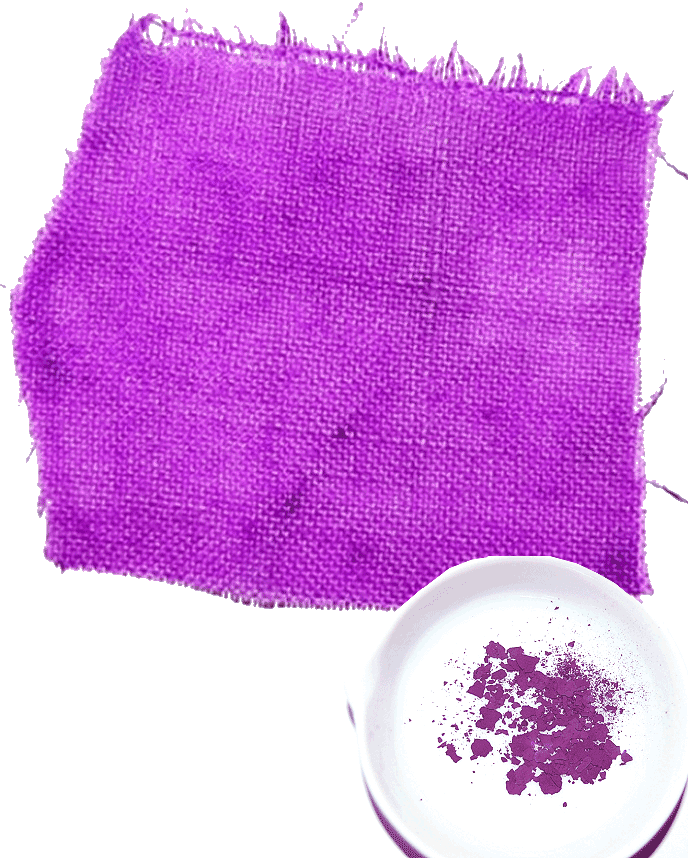
تکه پارچه‌ای که با ارغوانی صوری رنگ شده‌است. بسته به نوع حلزون دریایی مورکس و نحوه ساخت آن، رنگ می‌تواند از رنگ قرمز تا بنفش عمیق متفاوت باشد.

### قرون وسطی
در قرون وسطی، معمولاً هنرمندان با ترکیب رنگ‌های قرمز و آبی بنفش درست می‌کردند.

## در طبیعت

### جانوران

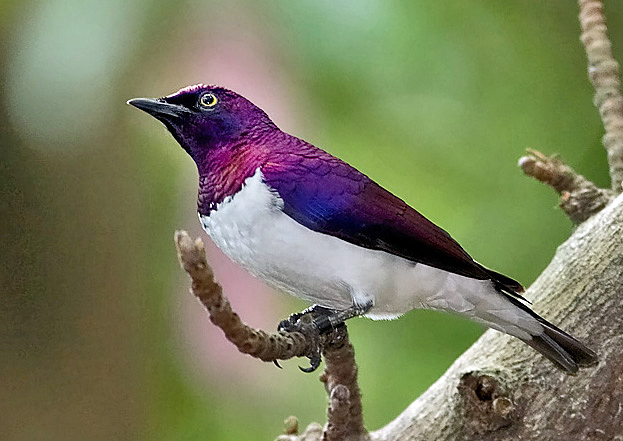
یک پرنده به رنگ ارغوانی
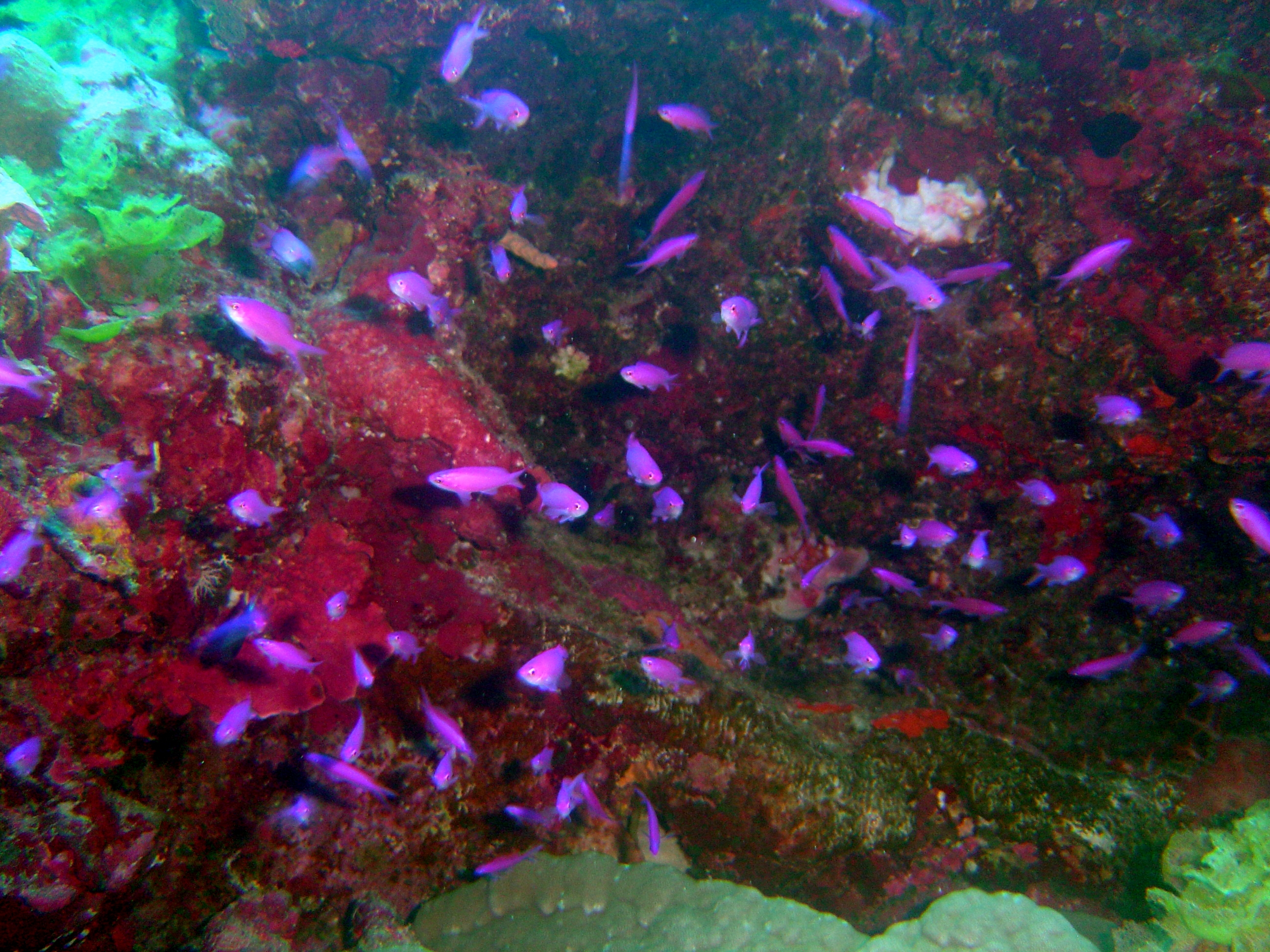
ماهی‌های ارغوانی که به نام ماهی ملکه شناخته می‌شوند
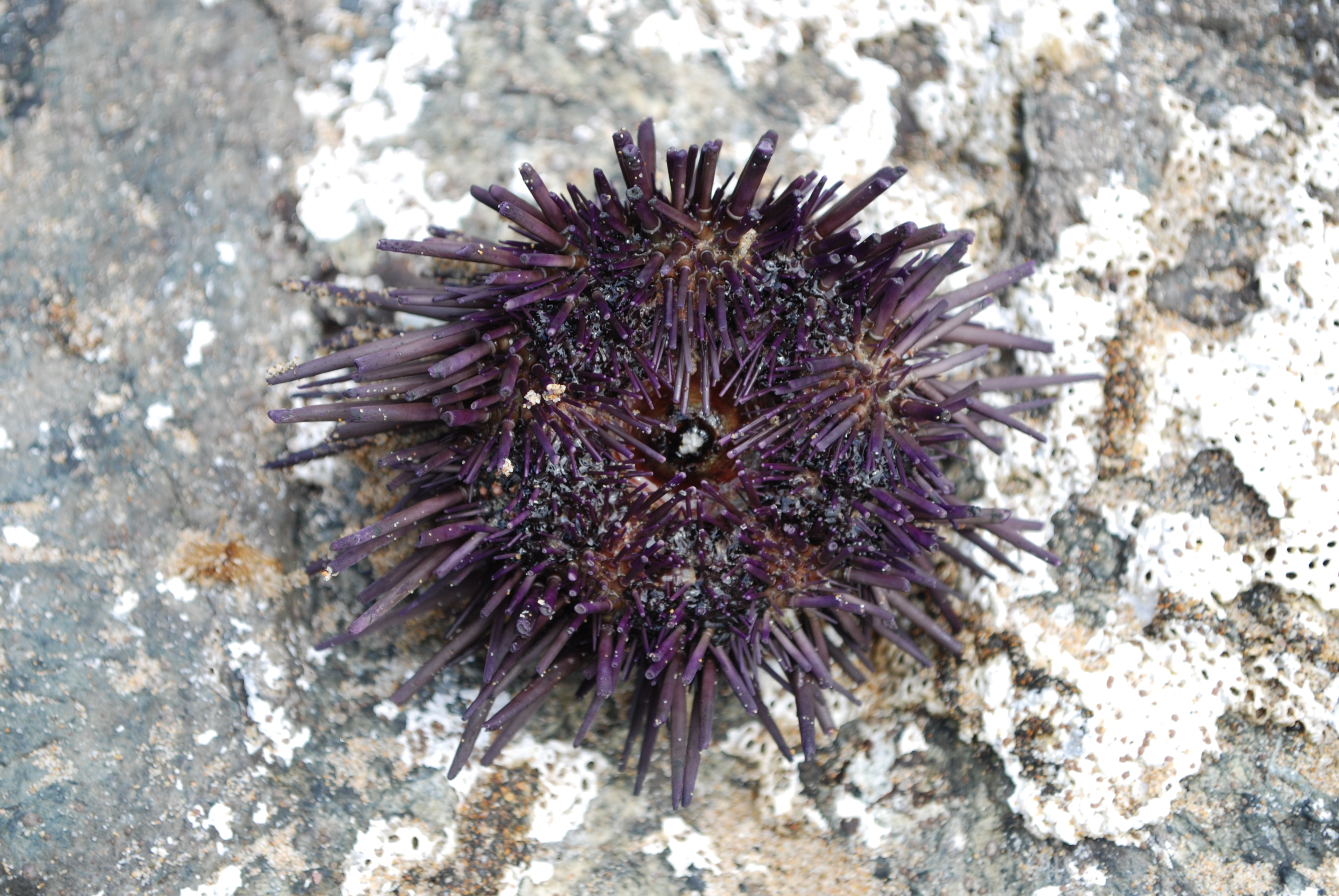
خارپشت دریایی بنفش در مکزیک.
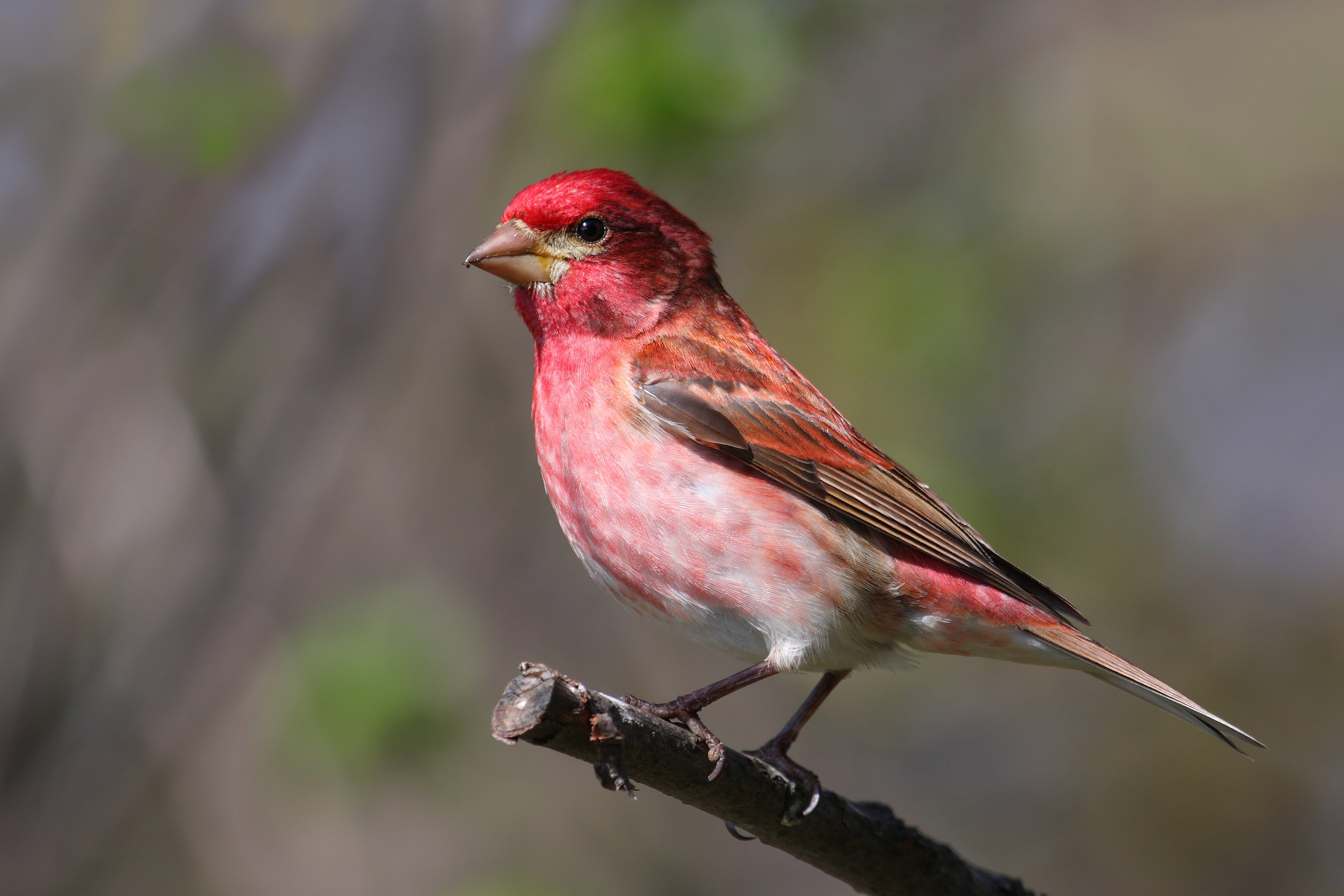
A purple finch (North America).
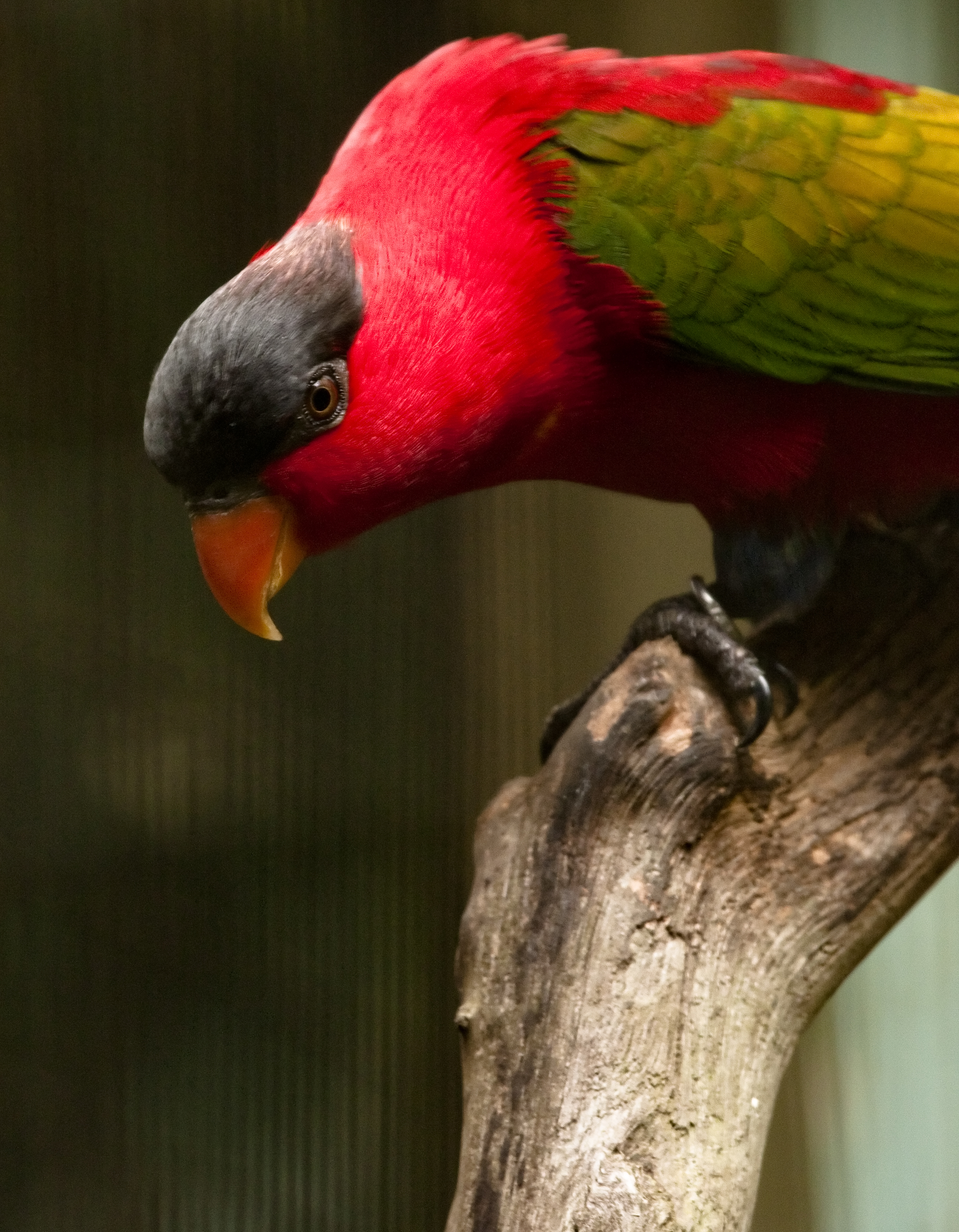
The Lorius domicella, or purple-naped lory, from Indonesia.
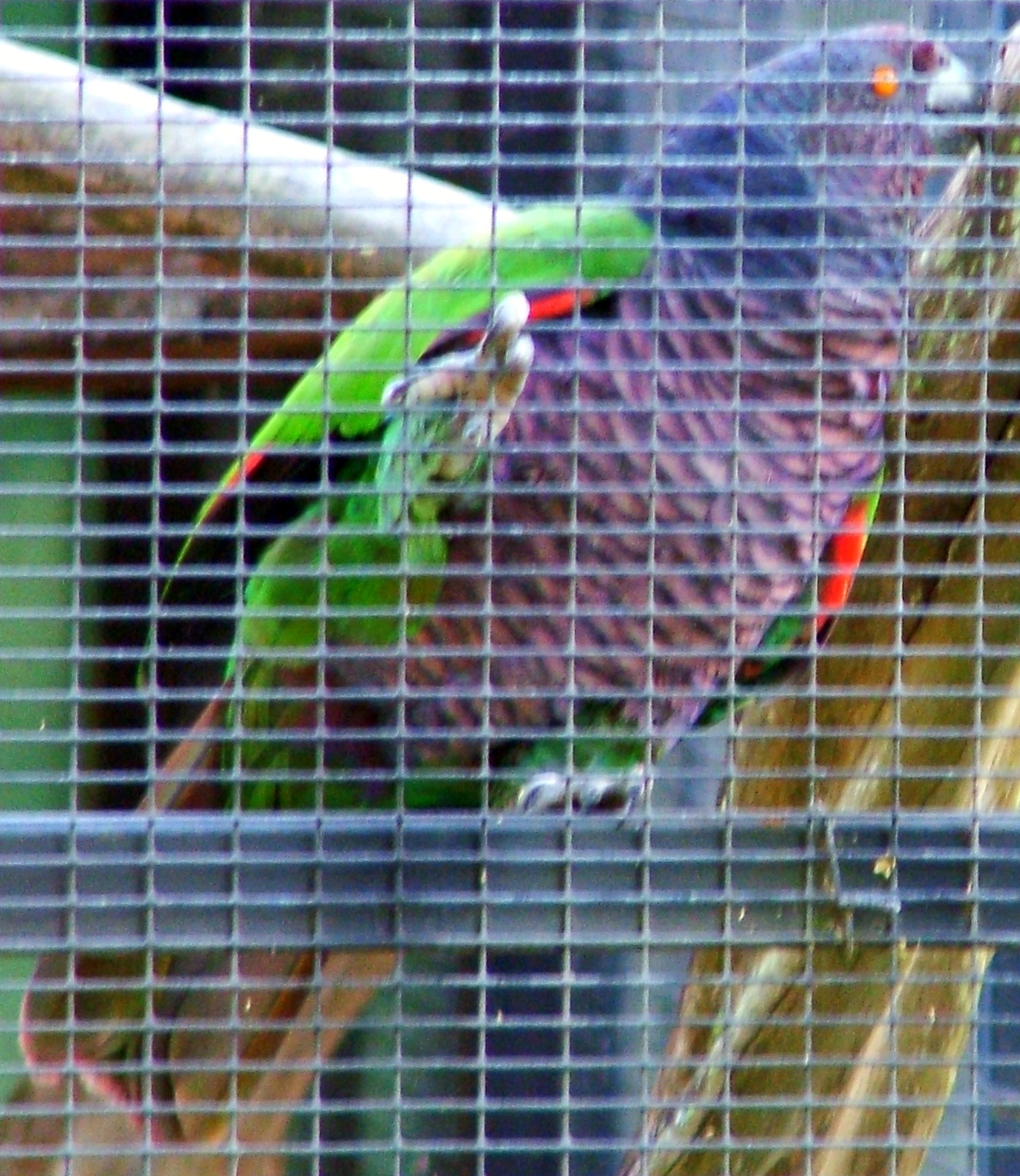
The imperial amazon parrot is featured on the national flag of Dominica, making it the only national flag in the world with a violet or purple color.
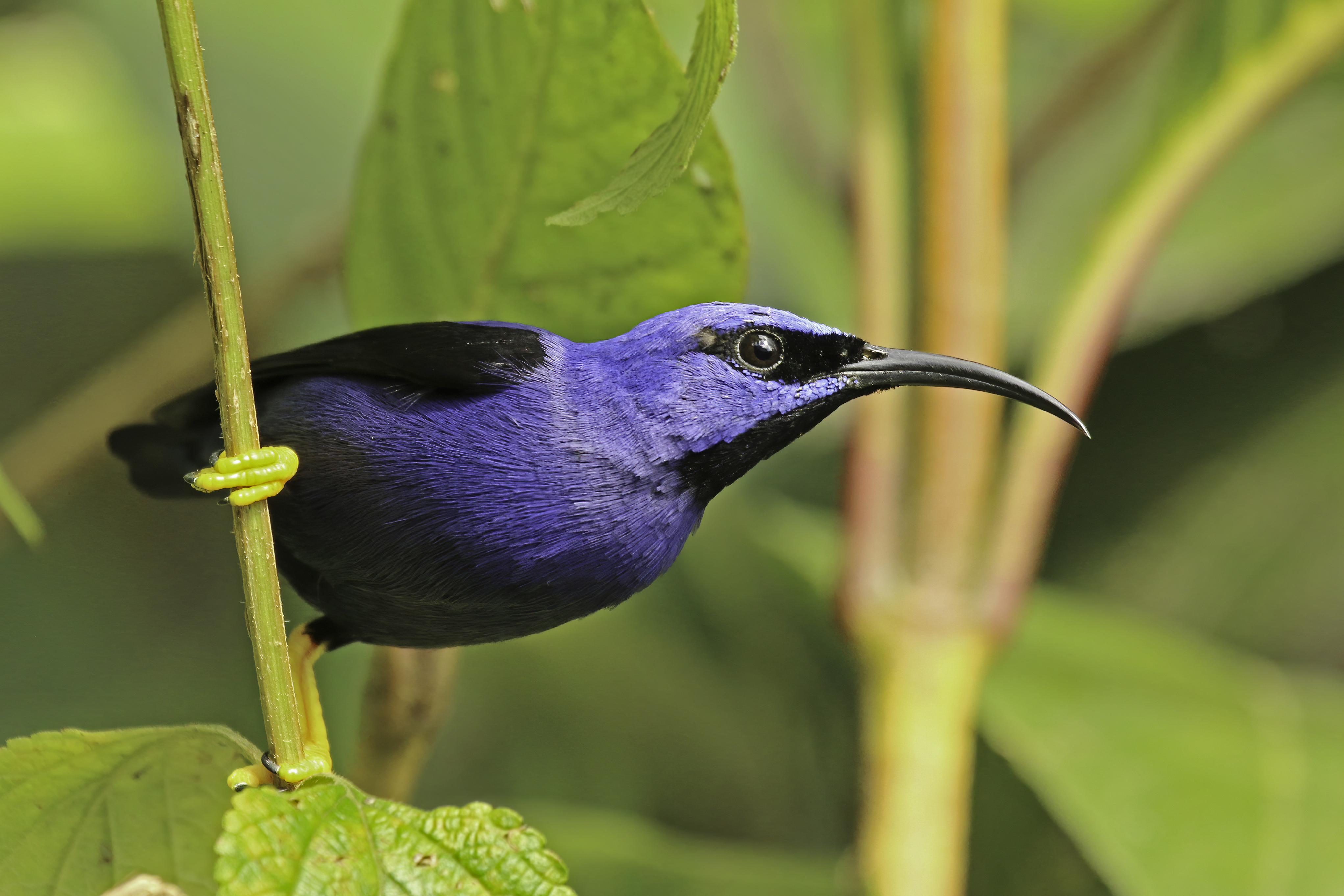
عسل‌کش ارغوانی در آمریکای جنوبی.

## ارغوانی در نقاشی
1. ارغوانی روبنس

رنگ ارغوانی پُرمایه با اندک نمودی از زرد و منسوب به روبنس نقاش بزرگ فلاندر در سده هفدهم.
1. ارغوانی یونانی

نام اطلاقی به نوعی ارغوانی نامرغوب که یونانیان و رومیان باستانی به کار می برند و امروز مصرف نمی‌شود.

## نگارخانه

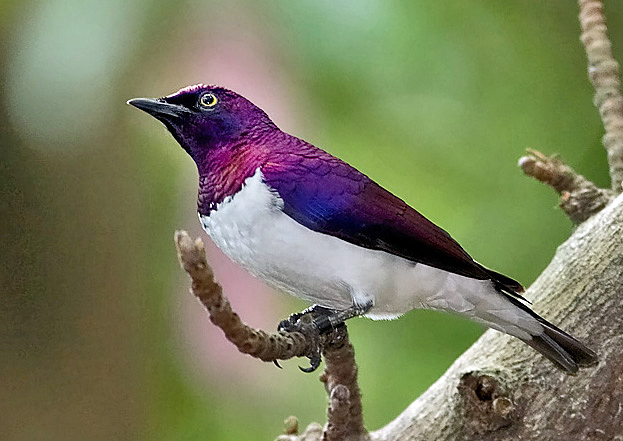
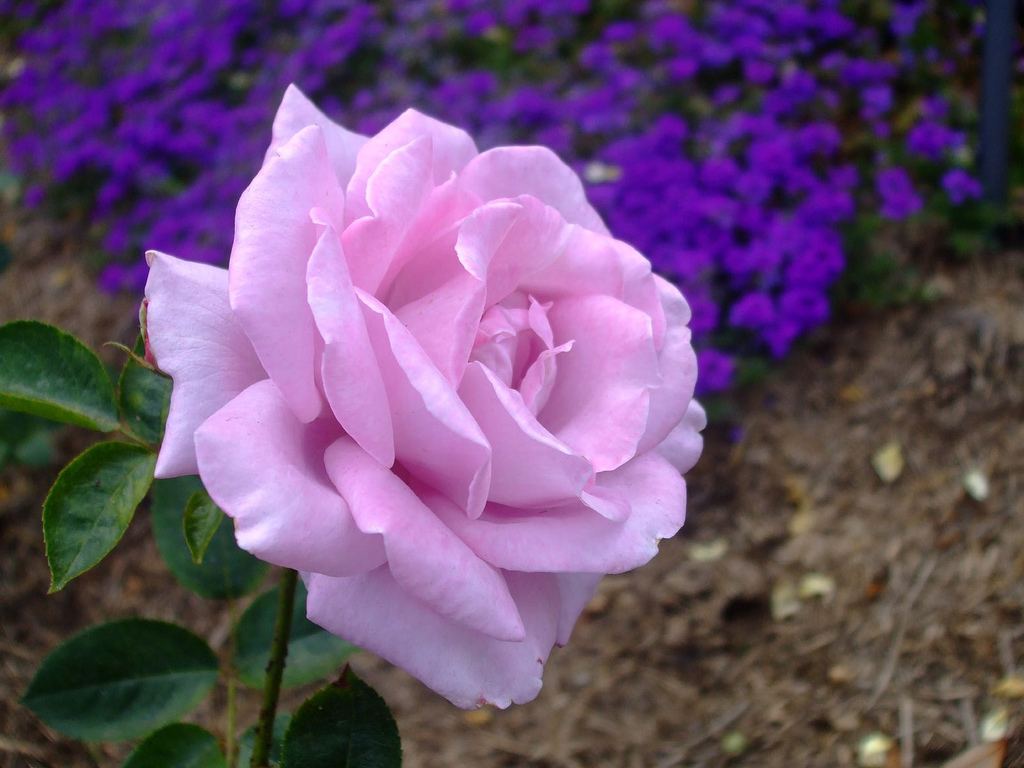
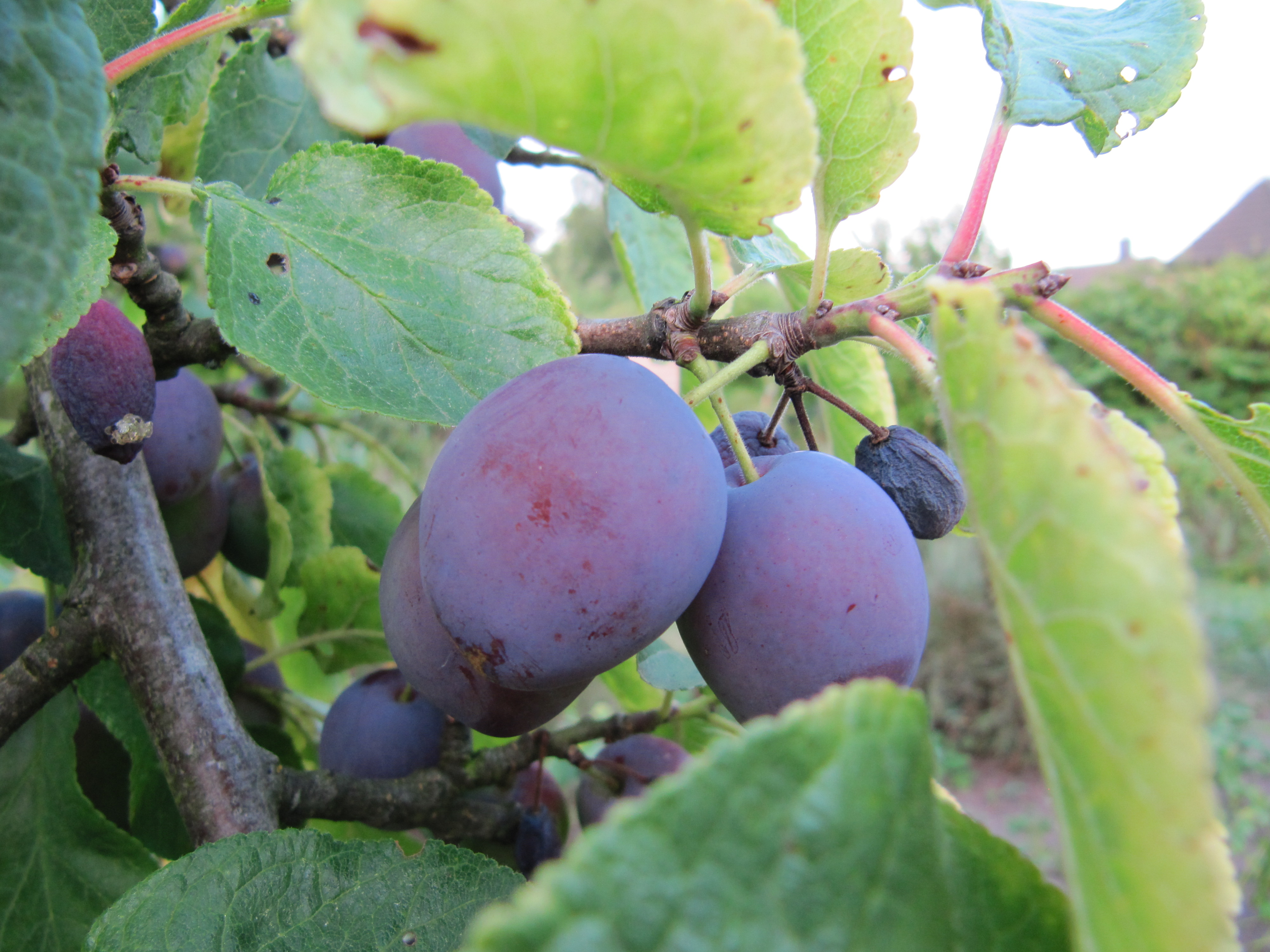
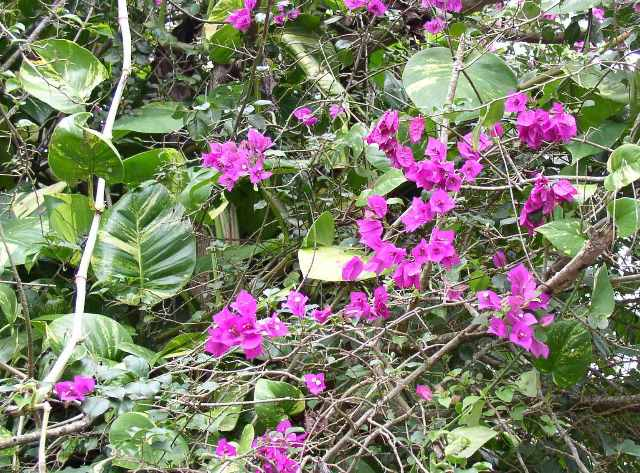